# Говори (роман)
„Говори“ е роман публикуван през 1999 г. от писателката Лори Халс Андерсън, която разказва историята на Мелинда Сордино. След като е изнасилена на парти, Мелинда е отбягвана от приятелите си, защото тя не желае да каже защо е извикала полицията. Тя е неспособна да обясни какво ѝ се е случило. По тази причина тя спира да говори и започва да изразява гласа си чрез изкуството, което ѝ преподава господин Фриман. Това изразяване бавно помага на момичето да признае, че е била изнасилена и да си създаде идентичност за лицето на нейния нападател.
Когато романът е публикуван печели няколко награди и е преведен на шестнадесет езика. Въпреки успеха на романа Андерсън се натъква на цензура, поради сексуалното съдържание при изнасилването на Мелинда. През 2004 г. Джесика Шарзър екранизира романа, в който ролята на Мелинда се изпълнява от Кристен Стюарт.

## Сюжет
Внимание:  Текстът по-долу разкрива сюжета на произведението (или части от него)!
Летото преди нейната последна учебна година от гимназията Мелинда Сордино се среща с Анди Еванс на парти. Те излизат навън и там Анди я изнасилва. Мелинда си обажда на 911, но не знае какво да каже. Полицията идва и разваля партито. Момичето не казва на никой защо е извикала полицията. Тя започва училище отбягвана от своите връстници, заради обаждането си до полицията. Тя става тиха и потъва в депресия. Мелинда става приятелка с Хедър, ново момиче, което става приятелка на мелинда просто, за да не бъде сама. Когато депресията на Мелинда се задълбочава, тя започва да бяга от училище, да отбягва родителите си и други фигури, които смятат мълчанието като средство за получаване на внимание. Само в часовете по изобразително изкуство на г-н Фрийман, Мелинда може да изрази своята вътрешна борба, тъй като той показва интереса си към нейните произведения, изразяващи как тя се чувства. Тя бавно се сприятелява с лабораторията си партньор Дейвид Петракис, който я насърчава да говори за себе си.
По време на учебната година, миналото се разгръща и Мелинда придобива силата да се изправи срещу това, което ѝ се е случило. Мелинда научава, че „той“, Анди Еванс, учи в нейното училище. В крайна сметка тя си спомня кой е човекът, който я е изнасилил. Но тя продължава да мълчи. Въпреки това, когато нейната бивша най-добра приятелка, Рейчъл, започва да се среща с Анди, Мелинда се чувства длъжна да я предупреди. В началото Рейчъл пренебрегва предупреждението. Мелинда се опитва отново, като казва Рейчъл, че Анди я изнасилил на партито, но Рачел не ѝ вярва. В края на учебната година тя разбира, че не желае да крие повече. При почистване на скривалището си (училищен склад), Анди я обвинява, че лъже за изнасилването. Когато той се опитва да я нападне отново тя отвръща на удара. Тъй като разказа за случилото се в килера се разпространява, Мелинда вече не бива отхвърляна. Мелинда е в състояние да признае и да приеме, че Анди я изнасилил. Тя най-накрая разказва на близките си за случилото се.

## Герои
- Мелинда Сордино – разказвач и главен герой.
- Анди Еванс – антагонист, известен като „Звяра Анди“ и „той“ в мислите на Мелинда.
- Рейчъл Брун – бившата най-добра приятелка на Мелинда. Тя я изоставя след партито, мислейки я за странна. Рейчъл се среща с Анди през втората част на учебната година.
- Хедър Билингс – Новото момиче от щата Охайо.
- Дейвид Петракис – партньорът на Мелинда по биология.
- Господин Фриман – Ексцентричния учител по на изкуство Мелинда. Той е единственият възрастен, който разбира болката Мелинда, насърчавайки я да го изрази чрез произведенията си.

## Награди
- 1999 Национална награда за книга
- 1999 Синя панделка за книга
- 2000 Награда Златен кит за художествена проза
- 2000 Най-добра книга за годината
- 2000 Най-добра книга за младежи
- 2000 Оглавява класацията на десетте най-добри книги за младежи
- 2000 Награда Едгард Алън По за най-добра книга за младежи
- 2001 Най-продавана книга за младежи
- 2005 Най-продавана книга за младежи

|  | Тази страница частично или изцяло представлява превод на страницата Speak (Anderson novel) в Уикипедия на английски. Оригиналният текст, както и този превод, са защитени от Лиценза „Криейтив Комънс – Признание – Споделяне на споделеното“, а за съдържание, създадено преди юни 2009 година – от Лиценза за свободна документация на ГНУ. Прегледайте историята на редакциите на оригиналната страница, както и на преводната страница, за да видите списъка на съавторите. ВАЖНО: Този шаблон се отнася единствено до авторските права върху съдържанието на статията. Добавянето му не отменя изискването да се посочват конкретни източници на твърденията, които да бъдат благонадеждни. |